# La Valencia Hotel
La Valencia Hotel en La Jolla, California, también conocido como "La dama rosa de La Jolla", es un hotel construido en la década de 1920 en un estilo de renacimiento colonial español que es conocido por las vistas de La Jolla Cove y sus asociaciones históricas con principios El glamur de Hollywood del siglo XX.   Fundado como Los Apartamentos de Sevilla, cambió a su nombre actual en 1928, dos años después de su apertura.  Fue miembro original de los Hoteles Históricos de América ,  y ha sido ampliado del original, y remodelado y modernizado a lo largo de su historia; a partir de enero de 2022, continuó en funcionamiento como un lugar de hospedaje y hospitalidad de servicio completo con estatus histórico.

## Diseño e historia
La Vilencia, que da a La Jolla Cove y por lo tanto ofrece vistas al mar en sus unidades prémium,  comenzó como un hotel de apartamentos, abrió como Los Apartamentos de Sevilla en 1926 y cambió su nombre a La Vilencia dos años después. Su diseño original, del arquitecto Reginald D. Johnson  combinó elementos estilísticos de la escuela de arquitectura española e incluyó "tonos rosados icónicos",  sus exteriores de color rosa la llevaron a ser conocida como "La Dama Rosa de La Jolla".
A lo largo de sus primeros años (abrió solo unos años antes de la Gran Depresión y sobrevivió a ella), era conocido por atraer a "lugareños y estrellas de Hollywood por igual" (incluido Gregory Peck), y su Whaling Bar ., que funcionó desde 1945 hasta 2013,  atrajo a escritores, incluidos Raymond Chandler, Theodor Geisel, Norman Mailer y Gore Vidal.   Al perder su espacio ante el restaurante del hotel, La Rue, en 2013, aparecieron informes en mayo de 2021 que indicaban el regreso de The Whaling Bar a su espacio original en La Valencia.

### Ampliaciones y modernización
La Valencia fue renovada en 2014.  En 2020 cuenta con 114 habitaciones y suites. 

### premios y reconocimientos
La Valancia es conocida por su historia y ubicación, y recibe más críticas positivas por su personal y por su trío de restaurantes en el lugar (The Med, La Sala y Café La Rue).  Se considera un hotel de 4 estrellas y fue clasificado entre los cinco mejores hoteles de La Jolla por US News & World Report, y en enero de 2022 fue calificado con 4,5 estrellas por TripAdvisor.com . 

## Otras lecturas
- Shacknai, Gabby (21 de enero de 2021). «A Classic Hollywood-Inspired Luxury Road Trip Through Southern California». Departures.com. New York, NY: American Express Co. Consultado el 14 de enero de 2022. «While Departures is owned by American Express, the content is independently written by third party writers and creators.»
- LaJolla.com Staff (11 de enero de 2022). «Historic La Jolla Hotels: Experience Hollywood Glam in San Diego—La Valencia Hotel». LaJolla.com. La Jolla, Calif.: La Jolla Media Group. Consultado el 14 de enero de 2022. «[D]uring World War II, because of La Jolla’s proximity to San Diego, La Valencia Hotel was very much a part of the war effort–locals spent long hours perched in the windswept tower scanning the skies and seas for enemy planes or ships.  The pool was built in 1950 with the gym… The owner acquired Hotel Cabrillo… next door… a few years later, increasing… guest rooms to 100… [which] still stands today as the hotel’s West Wing.»
- «History».

- Datos: Q56426540
- Multimedia: La Valencia Hotel (La Jolla, San Diego) / Q56426540